# Bandera de Paysandú
La bandera de Paysandú, Uruguay, está basada en la Bandera de Artigas de 1815.
Consta de un fondo blanco, teniendo, tanto arriba como abajo, tres franjas horizontales: la superior e inferior azules, y la del medio roja. En el centro aparece la flor del mburucuyá, cuyos tres pistilos representan las 3 Defensas de la ciudad de Paysandú, y los 19 puntos lilas representan a los Departamentos del país.
Su creador fue Silvio Giordano, y fue izada por primera vez el 2 de junio de 1992.